# Sèrie Samsung Galaxy Z
La sèrie Samsung Galaxy Z és una línia de telèfons intel·ligents plegables fabricats per Samsung Electronics amb l'anunci del Galaxy Z Flip, els futurs smartphones plegables de Samsung formaran part de la sèrie Galaxy Z.

## Telèfons

### Samsung Galaxy Z Fold

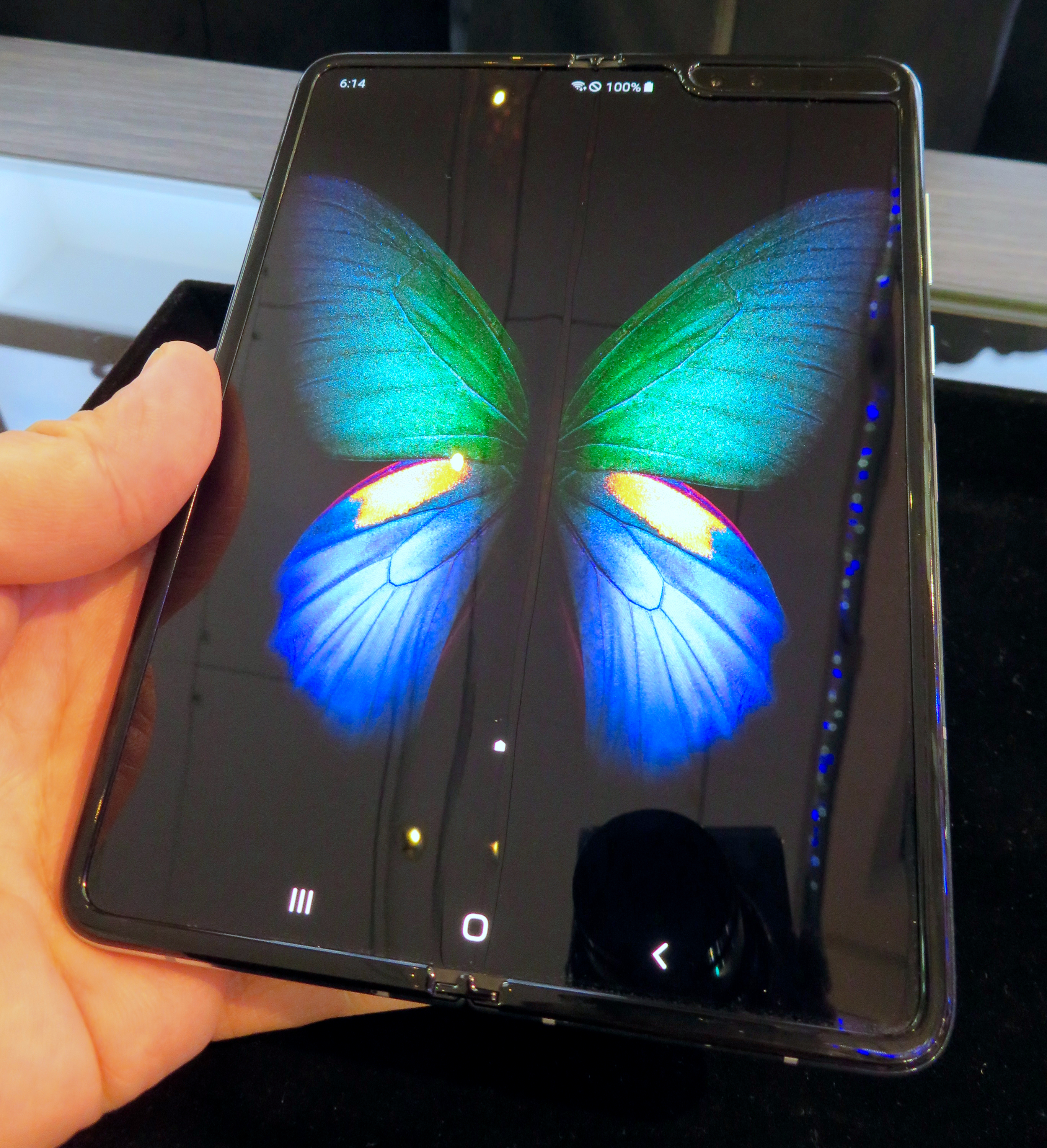
Galaxy Fold

El Samsung Galaxy Z Fold va ser el primer telèfon de la sèrie Galaxy Z i l'únic que no es comercialitza amb la marca "Z". Es va anunciar el 20 de febrer de 2019 i es va publicar el 6 de setembre de 2019 a Corea del Sud. Una versió del dispositiu comercialitzada com a Samsung W20 5G es va llançar el 12 de desembre exclusivament per a China Telecom, amb un processador Snapdragon 855+ més ràpid i un acabat blanc.

### Samsung Galaxy Z Flip

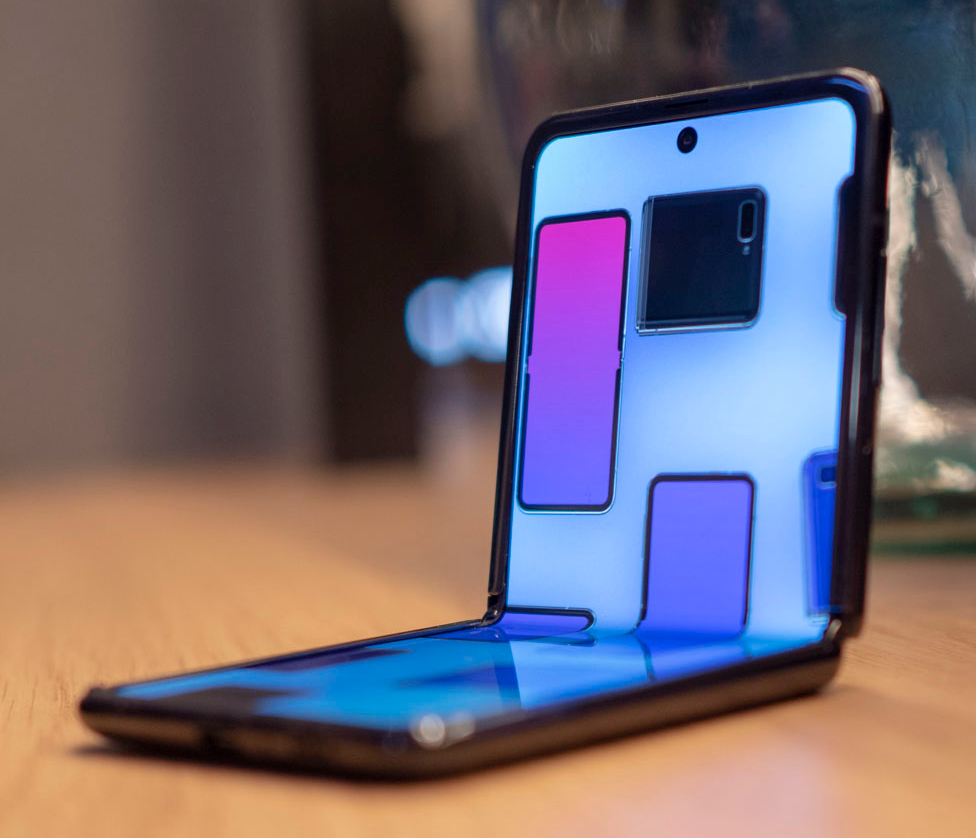
Galaxy Z Flip

El Samsung Galaxy Z Flip i el Z Flip 5G es van llançar el 14 de febrer de 2020 i el 7 d'agost de 2020 respectivament i va ser el primer dispositiu comercialitzat amb la marca "Z".A diferència del Galaxy Fold, el dispositiu es plega verticalment i utilitza un revestiment de vidre híbrid anomenat "Infinity Flex Display".

### Samsung Galaxy Z Fold2
El Samsung Galaxy Z Fold 2 5G es va llançar el 18 de setembre de 2020 i és la segona generació del disseny plegable del Samsung introduït amb el plec original. Compta amb una pantalla frontal significativament més gran que la del seu predecessor. Un model millorat anomenat Samsung W21 5G es va presentar al novembre del 2020 exclusivament per al mercat xinès.

### Samsung Galaxy Z Fold3 i Z Flip3
Samsung va presentar la seva tercera generació de telèfons plegables, el Galaxy Z Fold 3 5G i el Galaxy Z Flip 3 5G l'11 d'agost de 2021.